# آنا غونزاليس
آنا غونزاليس (بالإسبانية: Ana Locking)‏ هي مصممة أزياء إسبانية، ولدت في 26 أغسطس 1970.

## وصلات خارجية
- الموقع الرسمي